# 沢村さくら
沢村 さくら（さわむら さくら、本名：西川 さくら、1974年4月8日 - ）は、山形県出身の日本の浪曲の曲師である。

## 来歴
山形県立山形西高等学校、千葉大学看護学部卒業。大学では落語研究会に所属。在学時より浪曲に興味を持ち、浅草・木馬亭に通う。大学卒業後、柳家紫文のもとに3年ほど通った後、2000年3月に沢村豊子に弟子入りし、芸名を「沢村さくら」とする。同年11月「国友忠の会」にて初舞台を踏む。入門後、数年は国友の会にのみ出演していた。当時は千葉で精神科看護師として働くかたわら、沢村が住む茨城まで通っていた。
東京で活動していたが、2005年に結婚を機に大阪へ住まいを移した。2006年11月に「一心寺門前浪曲寄席」にて大阪での初舞台を踏み、以後大阪にて活動する。菊地まどか、幸いってん、春野恵子、一風亭初月とともに「浪曲新星 真宣組」という若手ユニットで活動した。
2016年に主催した沢村豊子、沢村さくらの「曲師の親子会」は、1月に大阪公演（大丸心斎橋劇場）、2月に東京公演（浅草木馬亭）を行い、両公演とも満席に達した。
2017年にはカメラマン小林正明による「日日是浪曲-曲師さくらの世界」と題した写真展が東京・大阪・名古屋の3都市にて開催された。

## 人物
東京にて沢村豊子より関東節を学び、大阪に来てから藤信初子らから関西節を学び、関東関西の節を弾きこなす。ベテランから若手まで多くの浪曲師の曲師を務める。
曲師として弾くだけでなく、曲師にスポットライトを当てた「曲師の会」や、一日に三カ所で公演を行う「あべの浪曲フェス」など浪曲を色々な角度から見た公演を主催する。
関西の落語家による宝塚なりきり劇団「花詩歌タカラヅカ」に曲師として唯一参加。芸名は「桜 バチ花（さくら ばちか）」。

## 受賞
- 第18回上方の舞台裏方大賞（2021年）[5]
- 大阪文化祭賞奨励賞（2020年）[6]